# Коптилово
Коптилово (в старину — Коптиловка, Малые Луки) — деревня в Карачевском районе Брянской области, в составе Карачевского городского поселения. 

Расположена в 14 км к западу от Карачева, в 10 км к востоку от села Верхополье. Население — 136 человек (2010).

## История
Упоминается с XIX века в составе Карачевского уезда. До начала XX века состояла в приходе села Покров. С 1861 года — в составе Руженской волости, в 1924—1929 гг. в Карачевской волости. 
 С 1929 года в Карачевском районе; до 1954 являлась центром Коптиловского сельсовета, в 1954—1960 и в 1989—2005 гг. в Трыковском, в 1960—1989 — в Верхопольском сельсовете.
| Годы      | 1866 | 1887 | 1926 | 1979 | 1989 | 2002 | 2010 |
| --------- | ---- | ---- | ---- | ---- | ---- | ---- | ---- |
| Население | 76   | 157  | 231  | 158  | 157  | 171  | 136  |